# Leeds United Association Football Club 1969-1970
Questa voce raccoglie le informazioni riguardanti il Leeds United Association Football Club nelle competizioni ufficiali della stagione 1969-1970.

## Stagione
In campionato il Leeds difese il proprio titolo inseguendo l'Everton fino a sette giornate dal termine; perdendo quattro (delle sei complessive stagionali) gare i Whites lasciarono via libera ai Toffees, uscendo definitivamente dai giochi con due gare di anticipo. In Coppa dei Campioni il Leeds giunse sino alle semifinali contro il Celtic sconfiggendo tutte le altre avversarie senza subire reti: perso l'incontro dell'andata per una rete subìta in apertura, al ritorno a Glasgow i Whites raggiunsero immediatamente gli avversari, per poi venir definitivamente superati in seguito a due reti subite all'inizio della ripresa.
In entrambe le coppe nazionali, il Leeds venne fermato dal Chelsea; mentre in Coppa di Lega i Pensioners eliminarono i Whites al terzo turno, in FA Cup le due squadre si affrontarono in finale. Giunto all'ultimo atto eliminando il Manchester Utd dopo due ripetizioni della semifinale, il Leeds perse la finale ai supplementari della  ripetizione.

## Maglie e sponsor
Il produttore delle divise utilizzate nella stagione 1969-1970 è Umbro.
| Casa | Trasferta | Terza |  |

## Organigramma societario
Area direttiva
- Presidente: Percy Woodward

Area tecnica
- Allenatore: Don Revie
- Allenatore in seconda: Maurice Lindley

## Rosa
| N. |                        | Ruolo | Calciatore               |
| -- | ---------------------- | ----- | ------------------------ |
|    | Scozia (bandiera)      | P     | David Harvey             |
|    | Galles (bandiera)      | P     | Gary Sprake              |
|    | Inghilterra (bandiera) | D     | Paul Reaney              |
|    | Inghilterra (bandiera) | D     | Jack Charlton            |
|    | Inghilterra (bandiera) | D     | Terry Cooper             |
|    | Inghilterra (bandiera) | D     | Nigel Davey              |
|    | Inghilterra (bandiera) | D     | Norman Hunter            |
|    | Inghilterra (bandiera) | D     | Paul Madeley             |
|    | Inghilterra (bandiera) | C     | Mick Bates               |
|    | Inghilterra (bandiera) | C     | Rod Belfitt              |
|    | Scozia (bandiera)      | C     | Billy Bremner (capitano) |
|    | Inghilterra (bandiera) | C     | Chris Galvin             |

| N. |                        | Ruolo | Calciatore        |
| -- | ---------------------- | ----- | ----------------- |
|    | Irlanda (bandiera)     | C     | Johnny Giles      |
|    | Inghilterra (bandiera) | C     | Terry Hibbitt     |
|    | Scozia (bandiera)      | C     | Jimmy Lumsden     |
|    | Galles (bandiera)      | C     | Terry Yorath      |
|    | Inghilterra (bandiera) | A     | Allan Clarke      |
|    | Inghilterra (bandiera) | A     | John Faulkner     |
|    | Scozia (bandiera)      | A     | Eddie Gray        |
|    | Sudafrica (bandiera)   | A     | Albert Johanneson |
|    | Inghilterra (bandiera) | A     | Mick Jones        |
|    | Inghilterra (bandiera) | A     | David Kennedy     |
|    | Scozia (bandiera)      | A     | Peter Lorimer     |
|    | Inghilterra (bandiera) | A     | Michael O'Grady   |

## Risultati

### FA Cup
| Arbitro: | Corbett (Wolverhampton) |

|                            |           |             |
| Giles 70’ (rig.) Jones 78’ | Marcatori | 24’ Gwyther |

| Arbitro: | Finney (Hereford) |

|  |           |                                            |
|  | Marcatori | 14’, 44’, 56’, 77’ Clarke 41’, 60’ Lorimer |

| Arbitro: | Castle (Sedgley) |

|                      |           |  |
| Giles 27’ Clarke 34’ | Marcatori |  |

| Arbitro: | Walker (Maidstone) |

|  |           |                 |
|  | Marcatori | 32’, 34’ Clarke |

| Sheffield 14 marzo 1970 Semifinale | Leeds Utd              | 0 – 0 referto | Manchester Utd | Hillsborough Stadium (55 000 spett.)\| Arbitro: \| Taylor (Wolverhampton) \| |
| Arbitro:                           | Taylor (Wolverhampton) |               |                |                                                                              |

| Birmingham 23 marzo 1970 Semifinale - Replay | Leeds Utd              | 0 – 0 (d.t.s.) referto | Manchester Utd | Villa Park (62 500 spett.)\| Arbitro: \| Taylor (Wolverhampton) \| |
| Arbitro:                                     | Taylor (Wolverhampton) |                        |                |                                                                    |

| Arbitro: | Taylor (Wolverhampton) |

|            |           |  |
| Bremner 8’ | Marcatori |  |

| Arbitro: | Jennings |

|                             |           |                        |
| Houseman 41’ Hutchinson 86’ | Marcatori | 20’ Charlton 84’ Jones |

| Arbitro: | Jennings |

|                      |           |           |
| Osgood 78’ Webb 104’ | Marcatori | 35’ Jones |

### Coppa dei Campioni
| Arbitro: | Smejkal |

|                                                                              |           |  |
| O'Grady 1’ Jones 3’, 9’, 61’ Clarke 18’, 47’ Giles 34’, 51’ Bremner 65’, 68’ | Marcatori |  |

| Arbitro: | Queudeville |

|  |           |                                                        |
|  | Marcatori | 6’, 70’ Belfitt 20’, 56’ Hibbitt 30’ Jones 67’ Lorimer |

| Arbitro: | Bəhramov |

|  |           |                         |
|  | Marcatori | 2’ Giles 20’, 31’ Jones |

| Arbitro: | Ortiz de Mendibíl |

|  |           |                                        |
|  | Marcatori | 37’ (aut.) Novák 78’ Jones 88’ Lorimer |

| Arbitro: | Saldanha |

|  |           |             |
|  | Marcatori | 70’ Lorimer |

| Arbitro: | Lo Bello |

|                  |           |  |
| Giles 78’ (rig.) | Marcatori |  |

| Arbitro: | Kitabdjian |

|  |           |             |
|  | Marcatori | 1’ Connelly |

| Arbitro: | Schulenberg |

|                        |           |             |
| Hughes 47’ Murdoch 51’ | Marcatori | 14’ Bremner |

### Charity Shield
| Arbitro: | Burns (Stourbridge) |

|                       |           |          |
| Gray 54’ Charlton 57’ | Marcatori | 89’ Bell |

## Statistiche

### Andamento in campionato
Luogo, risultato e posizione seguono l'ordine ufficiale delle giornate.
| Giornata  | 1 | 2 | 3 | 4 | 5 | 6 | 7 | 8 | 9 | 10 | 11 | 12 | 13 | 14 | 15 | 16 | 17 | 18 | 19 | 20 | 21 | 22 | 23 | 24 | 25 | 26 | 27 | 28 | 29 | 30 | 31 | 32 | 33 | 34 | 35 | 36 | 37 | 38 | 39 | 40 | 41 | 42 |
| --------- | - | - | - | - | - | - | - | - | - | -- | -- | -- | -- | -- | -- | -- | -- | -- | -- | -- | -- | -- | -- | -- | -- | -- | -- | -- | -- | -- | -- | -- | -- | -- | -- | -- | -- | -- | -- | -- | -- | -- |
| Luogo     | C | C | T | T | C | T | T | C | T | C  | C  | T  | C  | C  | T  | T  | C  | T  | C  | T  | C  | T  | C  | C  | T  | T  | C  | T  | C  | T  | T  | C  | T  | T  | C  | T  | C  | T  | T  | C  | C  | C  |
| Risultato | V | N | V | N | N | N | P | N | V | V  | V  | V  | V  | V  | N  | N  | V  | N  | V  | N  | N  | V  | V  | V  | N  | P  | V  | V  | V  | N  | N  | V  | N  | P  | V  | N  | P  | V  | P  | P  | V  | V  |
| Posizione | 3 | 7 | 4 | 4 | 5 | 4 | 8 | 7 | 5 | 4  | 4  | 4  | 4  | 2  | 2  | 2  | 2  | 2  | 2  | 2  | 2  | 2  | 2  | 2  | 2  | 2  | 2  | 2  | 2  | 2  | 2  | 2  | 2  | 2  | 2  | 2  | 2  | 2  | 2  | 2  | 2  | 2  |

Fonte:  Premier League 1969/1970 » Schedule, su worldfootball.net.
Legenda:

Luogo: C = Casa; T = Trasferta. Risultato: V = Vittoria; N = Pareggio; P = Sconfitta.